# مارلين ماثيوز
مارلين جوديث ماثيوز (ولدت في 14 يوليو 1934) عداءة أولمبية أسترالية وصفت بأنها «واحدة من أعظم الأبطال في أستراليا وأسوأ حظا».

## روابط خارجية
- مارلين ماثيوز على موقع النتائج التاريخية لألعاب القوى الأسترالية (الإنجليزية)
- مارلين ماثيوز على موقع اللجنة الأولمبية الدولية (الإنجليزية)
- مارلين ماثيوز على موقع أوليمبيديا (الإنجليزية)
- مارلين ماثيوز على موقع اللجنة الأولمبية الأسترالية (الإنجليزية)
- مارلين ماثيوز على موقع اتحاد ألعاب الكومنولث (مؤرشف) (الإنجليزية)
- مارلين ماثيوز على موقع قاعة أستراليا للمشاهير الرياضية (الإنجليزية)